# Jack Samani
Jack Samani (Islas Salomón, 7 de mayo de 1979) es un exfutbolista de Islas Salomón que jugaba en la posición de centrocampista.

## Carrera

### Club
| Periodo   | Club          |
| --------- | ------------- |
| 2000-2003 | Marist FC     |
| 2004-2005 | Wynnum Wolves |
| 2006      | Hekari United |
| 2006-2007 | Marist FC     |
| 2008-2009 | Hekari United |
| 2009-2012 | PS United     |

### Selección nacional
Jugó para Islas Salomón en 26 ocasiones de 2000 a 2007 y anotó seis goles; participó en tres ediciones de la Copa de las Naciones de la OFC, siendo finalista en la edición de 2004.

## Logros
- S-League (1): 2006
- Liga Nacional de Fútbol de Papúa Nueva Guinea (): 2006, 2008/09